# Páez (Indijanci)
Páez, indijanski narod u planinskim predjelima južne Kolumbije, čiji je jezik bio srodan jezicima plemena Pijao and Coconuco. Prema današnjoj klasifikaciji jezik kojim su govorili nesrodan je svim ostalima, i vodi se kao izoliran, a dijalekti su mu paniquita i pitayo. U prošlosti su Páezi bili majstori u obradi kamena, zlata i bakra, a do danas su se očuvali samo tradicionalni običaji puberteta i menstrualnih tabua. Brakovi su uobičajeno bili nekad poligamni, što je rimokatolička crkva zabranila i prisilila ih na monogamiju
Páezi danas žive od uzgoja krumpira i nekih uvezenih kultura, kava i pšenica. Svaka obitelj posjeduje svoju vlastitu zemlju, dok je crkveno zemljište obrađivano komunalnim radom. U obradi tla još se služe štapovima za kopanje.
Naselja su raspršena, svaka obitelj na svom vlastitom gospodarstvu. Kuće su izgrađene od kolja, ponekad dvostrukih stijenki s blatom i kamenom između njih. Lončarstvo, tkanje i košaraštvo glavni su obrti.
Páez populacija u kasnom 20.-tom stoljeću iznosi oko 60.000